# Marco Polo (jogo)
O jogo de Marco Polo /ˈmɑrkoʊ ˈpoʊloʊ/ é uma forma de pique-pega jogado em uma piscina. A origem do jogo é desconhecida.

## Regras
Um jogador é escolhido como o pego. Este jogador fecha os olhos e tenta localizar e marcar os outros jogadores sem o uso da visão. O  pego grita "Marco" e os outros jogadores devem responder por gritos de "Polo", que o pego usa para tentar encontrá-los guiando-se pela audição. Se um jogador é pego, então esse jogador torna-se o pego.
O jogo também pode ser jogado em terra, com um pouco de modificações às regras, ou jogado com a adição de regras, como Peixe fora d'Água, e outros. É similar à Cabra-cega, em que uma pessoa é vendada e outras se escondem pelo ambiente.

## História
O jogo compartilha seu nome com o comerciante e explorador Veneziano do século XIII Marco Polo. Alguns fontes etimológicas dizem que o jogo foi nomeado para ele, mas não estão documentadas razões pelas quais ele poderia ser ligado com o jogo. De acordo com uma explicação fantasiosa, "diz a lenda que o famoso explorador realmente não tinha a menor ideia de onde estava indo, muito parecido com o cego". WiseGeek diz, "Ninguém parece saber o que as origens do nome, porém, há uma série de histórias apócrifas", acrescentando que "não parece haver qualquer vínculo real entre o jogo de Marco Polo e o explorador de mesmo nome, apesar dos esforços criativos por algumas pessoas, e é difícil determinar quando o primeiro jogo de Marco Polo foi jogado."
O jogo tem características semelhantes, com Cabra-cega (essencialmente o mesmo jogo jogado em terra seca) e pode ser considerado um desdobramento. Wisegeek nota, "Cabra-cega remonta a pelo menos o ano de 1500, e era uma vez um muito popular jogo de salão, especialmente com as senhoras." Marco Polo era conhecido como um jogo da água na América nos anos 1960. Entre 1965 e 1970, alguns entrevistados para uma pesquisa do Dicionário do Inglês Regional Americano, quando solicitado para o nome de um jogo jogado na água, respondeu com "Marco Polo."
Apesar de polo aquático ser outro popular jogo de piscina no momento, o nome do jogo 'Marco Polo' aparentemente não é relacionado.
Nos tempos modernos, Marco Polo foi jogado em todo o mundo. Diferentes regiões têm suas próprias versões do jogo, com nomes como Sereia sobre as Rochas e o Jacaré. O termo "jogo marco polo" é por vezes utilizado para descrever um jogo online onde um sistema de jogo semelhante ao de chamada-e-resposta é adotado.

## Análise
Marco Polo é um "jogo facilmente modificável", e é baseado na noção de chamada-e-resposta. Marco Polo não é um jogo baseado no local porque os jogadores estão confinados a um espaço definido e porque os jogadores devem localizar uns aos outros usando pistas auditivas. Enciclopédia do Jogar na Sociedade de Hoje, argumenta que "há bipolaridade na inversão de papéis...há ações repetidas, uma rotina a ser repetida, regras a serem observadas, e sinais verbais para serem usados". Jogar este jogo pode permitir que as crianças a experimentem diferentes papéis sociais, por exemplo, aprender o que significa ser um pária no papel de pego (isolado, confinado a um espaço, e impossibilitado de ver outros). de Acordo com o Centro Médico Regional de Nevado, "Marco Polo não é só diversão, ele pode ser um bom treino. Ele também coloca menos pressão sobre seus ossos e articulações, porque a água faz com que o seu corpo flutue."